# Hồ Minh Thu
Hồ Minh Thu (ur. 15 czerwca 1929 w Bạc Liêu) – południowowietnamski strzelec, olimpijczyk. 
Brał udział w igrzyskach w latach 1968 (Meksyk) oraz 1972 (Monachium). Dwukrotnie startował w konkurencji pistoletu dowolnego (50 metrów); na obydwu igrzyskach, zajmował miejsca w piątej dziesiątce. 
W 1970 roku Hồ Minh Thu zdobył brązowy medal Igrzysk Azjatyckich 1970 w konkurencji pistoletu dowolnego (50 metrów); zdobył 541 punktów. W 1974 roku na igrzyskach w Teheranie zajął siódme miejsce w konkurencji pistoletu pneumatycznego, 10 m (365 punktów).

## Wyniki olimpijskie
| Igrzyska | Konkurencja            | Wynik                          | Miejsce    |
| -------- | ---------------------- | ------------------------------ | ---------- |
| IO 1968  | Pistolet dowolny, 50 m | 533 punkty (88-90-91-84-89-91) | 43 (na 69) |
| IO 1972  | Pistolet dowolny, 50 m | 524 punkty (80-89-93-86-83-93) | 49 (na 59) |